# Peter Both
Pour les articles homonymes, voir Pieter Both.
Peter Both est un îlet de l'île de La Réunion, département d'outre-mer français dans le sud-ouest de l'océan Indien. Situé dans le sud du cirque naturel de Cilaos, sur le territoire de la commune du même nom, il comptait en 1999 un total de 114 habitants, contre 240 en 1954.